# Куэнка-Альта-дель-Мансанарес

Куэ́нка-А́льта-дель-Мансана́рес (исп. Cuenca Alta del Manzanares, то есть «верхний бассейн реки Мансанарес») — район (комарка) в Испании, входит в провинцию Мадрид в составе автономного сообщества Мадрид.

## Муниципалитеты
1. Кольменар-Вьехо
2. Гвадаликс-де-ла-Сьерра
3. Ойо-де-Мансанарес
4. Мансанарес-эль-Реаль
5. Мирафлорес-де-ла-Сьерра
6. Сото-дель-Реаль

## География
Район расположен по течению реки Мансанарес, в предгорьях Сьерра-де-Гвадаррама, и на его территории находится гранитная формация Педриса (исп.). Природная среда района почти полностью входит в границы заповедника Куэнка Альта-дель-Мансанарес (исп.).